# マステマ
マステマ(Mastema)またはマンセマット(Mansemat)は、ユダヤ教の『ヨベル書』の中で語られる悪魔の一つである（書籍によっては天使ともされている）。マステマはヘブライ語で「敵意」、または「憎悪」を意味する。
この悪魔は、神のためにサタンに近い任務を果たし、すなわち人間を害し、また誘惑する事で神への忠誠心を試みる存在であるとも言われている。その意義においては、人間の信仰心と善性を見極めるための必要悪の存在であり、まぎれもなく神に帰属する者と言われている。
マステマは悪魔の大軍を配下に所有しているが、神によって完全に管理されている。エジプト脱出の時、逃げるユダヤ人を追う悪魔たちを押し止めるために、神はマステマの天使軍を派遣した。